# Аронс, Илья Борисович
Илья́ Бори́сович А́ронс (25 января 1910, Царицын, Саратовская губерния — 15 апреля 1983, Москва) — советский оператор неигрового кино, фронтовой кинооператор в годы Великой Отечественной войны.

## Биография
Родился в Царицыне (ныне — Волгоград) в еврейской семье. Его отец Борис Моисеевич Аронс (1882—1942) был владельцем фотоателье в доме Белобородова на Астраханской улице (угол Царицынской), 3 (потом на Московской улице). Его мать Евгения Моисеевна Аронс (1884—1942) была домохозяйкой.
С 1930 по 1931 год работал на московском заводе «Станкострой» чернорабочим. В период 1931—1933 годов обучался в архитектурно-планировочным техникуме, с 1933 года работал фотохроникёром в газетах «Коммунар» и «Северо-Кавказский большевик» северо-кавказского отделения «Союзфото» в Пятигорске, с 1936 года — военный корреспондент газеты «Красный кавалерист», затем «Молота» и «Курортной газеты» Сочи. В 1937 году поступил на операторский факультет ВГИКа, с 1942 года в Красной армии — проходил преддипломную практику во фронтовых киногруппах. Окончив институт в 1943 году, попал на Центральную студию кинохроники. Вся семья погибла во время оккупации в Пятигорске (родители, сестра Муся с двухлетним сыном).
По окончании войны продолжал работать на ЦСДФ, где помимо фильмов стал автором сюжетов для кинолетописи и «Союзкиножурнала». С 1958 года — оператор киностудии «Моснаучфильм» (с 1966 года — «Центрнаучфильм»).
Выставка «Неизвестный Берлин. Май 1945 года» из личных архивов Ильи Аронса и Валерия Гинзбурга прошла в мае 2020 года в Москве.

## Фильмография
Оператор
- 1942 — Высокая награда (совместно с А. Левитаном)
- 1943 — Битва за Кавказ (совместно с группой операторов)
- 1943 — Комсомольцы (совместно с группой операторов)
- 1944 — Битва за Севастополь (совместно с В. Микошей, Д. Шоломовичем)
- 1944 — В Померании (совместно с группой операторов)
- 1944 — На подступах к Варшаве (совместно с А. Софьиным, Р. Карменом, В. Томбергом, А. Фроловым, М. Шнейдеровым)
- 1944 — Освобождение Советской Белоруссии (совместно с группой операторов)
- 1945 — Берлин (совместно с группой операторов)
- 1945 — От Вислы до Одера (совместно с группой операторов)
- 1945 — Парад Победы (совместно с группой операторов)
- 1945 — Подписание декларации о поражении Германии по взятии на себя Верховной власти правительствами 4-х союзных держав (совместно с А. Алексеевым, Е. Алексеевым, Л. Мазрухо, Е. Мухиным, И. Пановым)
- 1946 — Сын народа
- 1955 — Крупноблочное строительство буровых
- 1955 — Новый строительный материал силикацит
- 1957 — Дорога дружбы

Режиссёр
- 1957 — Дорога дружбы

## Награды
- орден Отечественной войны I степени (18 июня 1945; был представлен к ордену Красного Знамени)
- орден Красной Звезды (14 июня 1945)
- медаль «За оборону Москвы» (1 мая 1944)
- медаль «За оборону Кавказа» (1 мая 1944)